# Pat Metheny Group

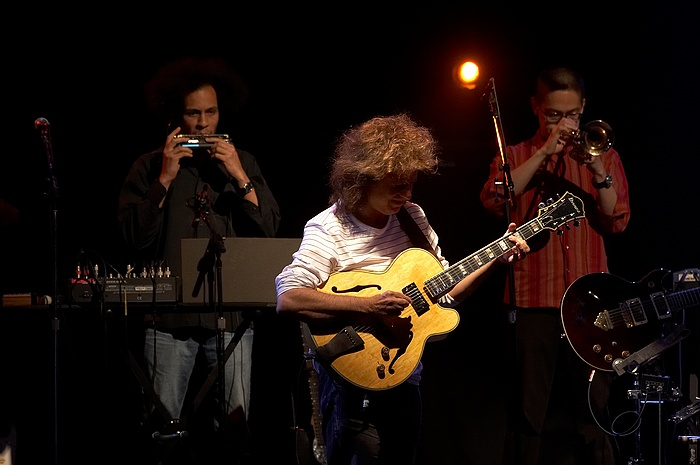
Pat Metheny Group

Pat Metheny Group is een jazz- en jazzrockgroep opgericht in 1977.

## Geschiedenis
De belangrijkste leden van de groep zijn gitarist en bandleider Pat Metheny, keyboardspeler en pianist Lyle Mays en bassist Steve Rodby (sinds 1981 lid van de groep). Naast deze kernleden heeft de band verschillende tijdelijke leden gehad.
Begin 1985 had de groep samen met David Bowie een nummer 1-hit in Nederland met de plaat  This is not America. De single bereikte de nummer 1-positie in zowel de Nederlandse Top 40 als de TROS Top 50. In de Nationale Hitparade werd de 2e positie bereikt. In de Europese hilijst op Hilversum 3, de TROS Europarade, werd de 3e positie bereikt. Bovendien was de plaat op vrijdag 1 februari 1985 Veronica Alarmschijf op Hilversum 3. 
In België bereikte de plaat de 2e positie in zowel de Vlaamse Ultratop 50 als de Vlaamse Radio 2 Top 30. 
De muziek kenmerkt zich door een lyrische manier van spelen. Pat Metheny doet ook soloprojecten met gastmuzikanten.

## Discografie

### Albums
| Album met eventuele hitnotering(en) in de Nederlandse Album Top 100 | Datum van verschijnen | Datum van binnenkomst | Hoogste positie | Aantal weken | Opmerkingen |
| ------------------------------------------------------------------- | --------------------- | --------------------- | --------------- | ------------ | ----------- |
| The way up                                                          | 2005                  | 05-02-2005            | 68              | 4            |             |

| Album met hitnotering(en) in de Vlaamse Ultratop 200 albums | Datum van verschijnen | Datum van binnenkomst | Hoogste positie | Aantal weken | Opmerkingen |
| ----------------------------------------------------------- | --------------------- | --------------------- | --------------- | ------------ | ----------- |
| The way up                                                  | 2005                  | 19-02-2005            | 84              | 1            |             |

### Singles
| Single met eventuele hitnotering(en) in de Nederlandse Top 40 | Datum van verschijnen | Datum van binnenkomst | Hoogste positie | Aantal weken | Opmerkingen                                                                                              |
| ------------------------------------------------------------- | --------------------- | --------------------- | --------------- | ------------ | --- |
| This is not America                                           | 1985                  | 09-02-1985            | 1(2wk)          | 11           | met David Bowie / #2 in de Nationale Hitparade / #1 in de TROS Top 50 / Veronica Alarmschijf Hilversum 3 |

### NPO Radio 2 Top 2000
| Nummer met noteringen in de NPO Radio 2 Top 2000 | '00 | '01 | '02  | '03  | '04  | '05  | '06  | '07  | '08  | '09  | '10  | '11  | '12  | '13  | '14 | '15  | '16 | '17 | '18  | '19  | '20  | '21  | '22  | '23  | '24  |
| ------------------------------------------------ | --- | --- | ---- | ---- | ---- | ---- | ---- | ---- | ---- | ---- | ---- | ---- | ---- | ---- | --- | ---- | --- | --- | ---- | ---- | ---- | ---- | ---- | ---- | ---- |
| This Is Not America (met David Bowie)            | 623 | 905 | 1253 | 1284 | 1263 | 1629 | 1594 | 1751 | 1491 | 1854 | 1378 | 1373 | 1363 | 1038 | 973 | 1199 | 491 | 919 | 1067 | 1163 | 1160 | 1220 | 1339 | 1383 | 1560 |

1. ↑  Een vetgedrukt getal geeft de hoogste notering aan.
2. ↑  2000 was het eerste jaar met een notering voor dit nummer.